# میهران آپیکیان
میهران آپیکیان (ارمنی: Միհրան Աբիկյան؛ زادهٔ ۱۸۵۵ - درگذشته ۱۹۳۸) یک نویسنده ارمنی‌تبار اهل عثمانی بود.

## زندگی‌نامه
میهران افندی در شهر ساماتیا به دنیا آمد. در سال ۱۸۷۳ به عنوان معلم زبان ترکی عثمانی مدرسه محلی ارمنی ساهاکیان "Sahakyan Mektebi" در زادگاهش برگزیده شد. وی همچنین در دبیرستان مرکزی ارمنیان شاغل بود. آپیکیان حدود ۳۰ کتاب زبان و فرهنگ ترکی نوشته است. وی همچنین وی یک فرهنگ لغت ارمنی-ترکی تألیف کرده است.

## آثار
- Zübde-i nahv-i osmanî (Nişan Berberyan Matbaası, ۱۸۹۰)[۵]
- Tatbikat-ı Münşeat (استانبول، رومی ۱۳۰۶)[۶][۷]
- İksir-i Elifbayı Osmaniyye (یک کتاب دربارهٔ Ottoman Alphabet), Latürkî printhouse, استانبول، ۱۲۹۷ (۱۸۸۱)[۸]